# エームサービス
エームサービス株式会社（英称：AIM Services Co., Ltd.）は、東京都港区に本社を置く、社員食堂・給食事業などを手がける企業。三井物産の子会社で、三井グループに属する。

## 概要
企業や医療施設、学校や研修施設などの食堂やオフィスコーヒーをはじめとするコントラクトサービス全般を手がけるほか、スポーツ施設（MAZDA Zoom-Zoom スタジアム広島など）での観客向け飲食施設の運営を行う。

## 沿革
- 1976年（昭和51年）5月 - 三井グループとアメリカのコントラクトサービス大手・アラマーク（英語版）社との合弁会社として、東京都千代田区霞が関に設立。
- 1983年（昭和58年）10月 - 東京都港区西新橋に本社を移転。
- 1994年（平成6年）8月 - 株式を店頭登録。
- 1996年（平成8年）12月 - 東京証券取引所第2部に上場。
- 1999年（平成11年）7月 - 三井不動産の子会社で、給食事業を営む株式会社エム・エフ・フードサービス（現・季膳房）の全株式を取得。
- 2000年（平成12年）
  - 4月 - いすゞ自動車の子会社である株式会社アイ・コムから給食事業の営業を譲受。
  - 9月 - 東洋信託銀行の子会社である東洋フードサービス株式会社（現・エームダイニングサポート）の全株式を取得。
- 2002年（平成14年）9月 - 三井物産とアラマークジャパンによるTOBを受ける。
- 2003年（平成15年）8月 - 少数特定者持株数上場株式数の90%を上回り、東証2部上場廃止。
- 2006年（平成18年）3月 - 株式会社アトラスコーポレーションを吸収合併。
- 2011年（平成23年）3月 - 東京都港区赤坂に本社移転。
- 2015年（平成27年）4月 - 地域別給食業務受託子会社4社を1社に合弁（エームサービスジャパン株式会社）
- 2023年（令和5年）4月 - エームサービスジャパン株式会社を吸収合併、アラマークの出資分株式を三井物産が取得し、三井物産の完全子会社となる[2]。

## 関連会社

### 連結子会社
- 株式会社メフォスほか

### 持分法適用会社
- アラマークユニフォームサービスジャパン株式会社

## テレビ番組
- 日経スペシャル カンブリア宮殿 社員食堂から刑務所まで 食の総合商社の現場力（2019年6月27日、テレビ東京）[3]。